# نيتشران
نيتشران هي قرية في مقاطعة هريس، إيران. عدد سكان هذه القرية هو 256 في سنة 2006.